# 水中毒
水中毒（Water intoxication）是一個因為人體於短時間內攝取過量水分而產生稀釋性低血鈉症的中毒徵狀。
人體腎臟的持續最大利尿速度是每分鐘16毫升，一旦攝取了超過這個速度的水分，過剩的水分會使細胞膨胀，從而引起稀釋性低鈉血症。當飲用過量水分時，血液內的電解質因為被水分排出體外而降至低於安全水分的濃度，影響到腦部的運作，可能會致命，雖然致死的機會非常低。

## 徵狀
血液中的鈉離子濃度過低程度不同，會出現以下不同的徵狀：
- 低於130mEq/L：開始出現輕度的疲勞感
- 低於120mEq/L：開始出現頭痛、嘔吐或其他精神症状。
- 低於110mEq/L：性格變化，并且伴隨痙攣、昏睡的感覺。
- 低於100mEq/L：神經訊號的傳送受到影響，導致呼吸困難，可能會引致死亡。

## 原因
水中毒的成因一般都是因為各種原因而攝取了過剩的水分，但這個分量在日常的生活裡很少機會超過，大部分的人都會在飲水過程中，依照身體感受控制水量，不會有水中毒現象。以七十公斤的成人每天飲水量計算，至少需要2,100~2,540毫升的水分，從事高強度運動的人再依身體狀況補充水分與電解質，一口氣喝水上限不要超過3,500毫升為原則就不會有水中毒的風險。
一般人較常見的飲水情況反而是飲水不足，應該多喝水。以下是部份水中毒常見的可能原因：
- 在大量出汗後馬上大量補充水分。人在大量出汗後，不但會流失水分，也會流失不少鹽分，此時若一次大量喝水而不補充鹽分的話，血液中的鹽分就會減少，吸水能力也隨之降低，一些水分就會很快被吸收到組織細胞內，使細胞水腫，造成「慢性水中毒」[2][4]。這時人就會覺得有頭暈、口渴的現象，嚴重的會突然昏倒，極端情況下有機會致死。
- 另一個可能是在特殊活動中故意大量喝水，例如喝水比賽或是綜藝節目的懲罰。在這些情境下可能會在數分鐘內飲用超過十公升的水。
- 還有一種可能是因為受到某種不明的精神分裂症藥物的影響而飲用過量的水分。這種藥物的副作用會影響到抗利尿激素的分泌，使病人覺得口渴而不斷飲水[3][5][6]。
- 剛出生的嬰兒因為照顧者忽略其水分主要來自奶水，如果餵奶以外過度餵食水分，可能產生飲水過量電解質下降的腦水腫或全身性水腫現象。[3]
- 大腸水療的療程中，可能會因為大腸黏膜吸收過多水分，引起身體不適。[3]

## 治療法
- 尋求專業醫療協助

## 人類以外的動物
現時發現除了人類以外，其他動物亦有可能在點滴時因為低張性電解質過剩而引起水中毒。在幼牛發生的水中毒，會引起血色素尿。

## 參看
- 水過敏